# Монотонна функція
Моното́нна фу́нкція — це функція, приріст якої не змінює знаку, тобто завжди або невід'ємний, або недодатній. Якщо при цьому приріст ще і не дорівнює нулю, то функція називається стро́го моното́нною.

## Означення

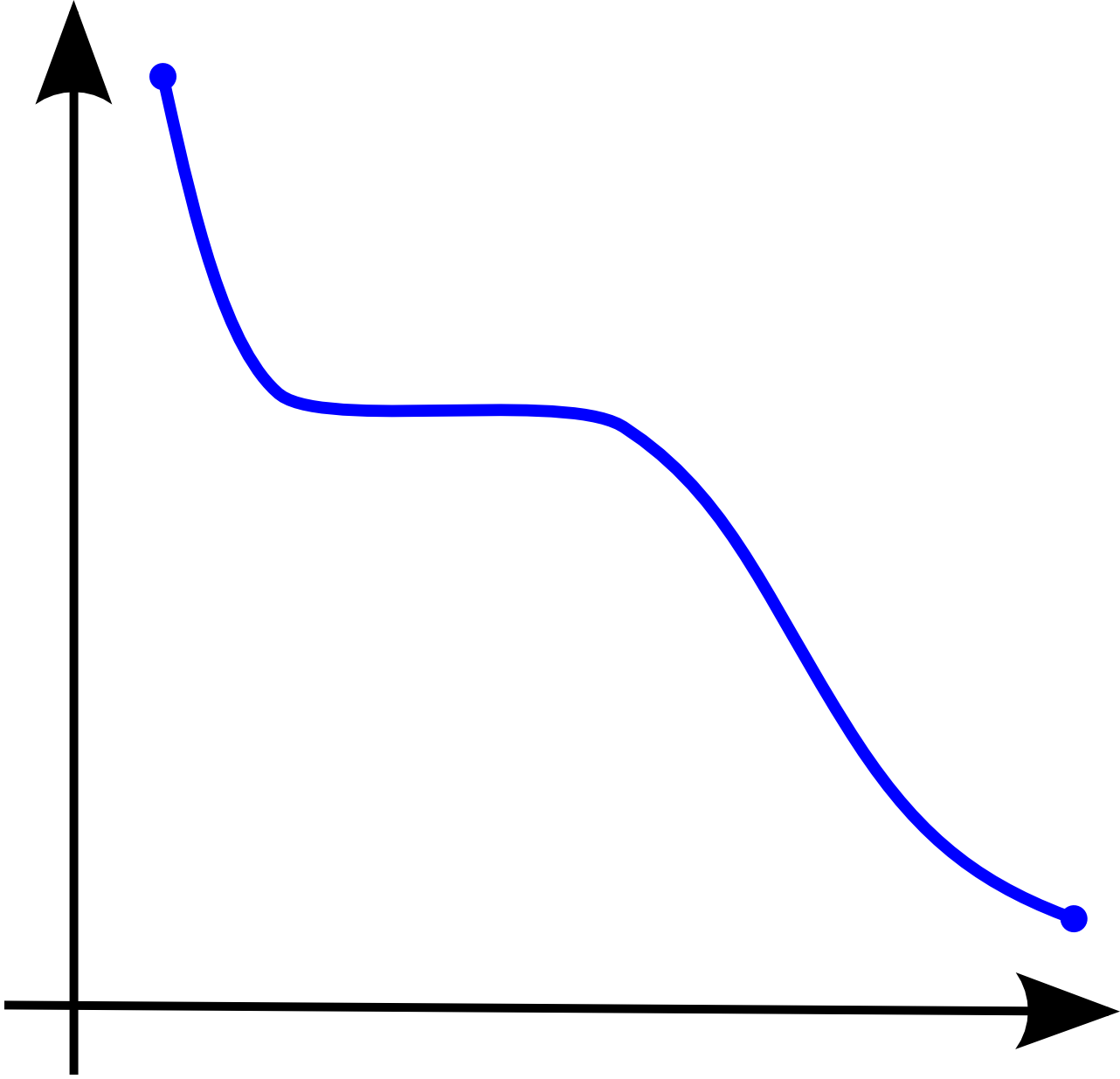
Приклад незростаючої функції

Нехай дано функцію {\displaystyle f:M\subset \mathbb {R} \to \mathbb {R} .} Тоді
- функція {\displaystyle f} називається зроста́ючою, або неспа́дною на {\displaystyle M}, якщо

{\displaystyle \forall x,y\in M,\;x>y\Rightarrow f(x)\geqslant f(y)}.
- функція {\displaystyle f} називається стро́го зроста́ючою на {\displaystyle M}, якщо

{\displaystyle \forall x,y\in M,\;x>y\Rightarrow f(x)>f(y)}.
- функція {\displaystyle f} називається спа́дною, або незроста́ючою на {\displaystyle M}, якщо

{\displaystyle \forall x,y\in M,\;x>y\Rightarrow f(x)\leqslant f(y)}.
- функція {\displaystyle f} називається стро́го спа́дною на {\displaystyle M}, якщо

{\displaystyle \forall x,y\in M,\;x>y\Rightarrow f(x)<f(y)}.

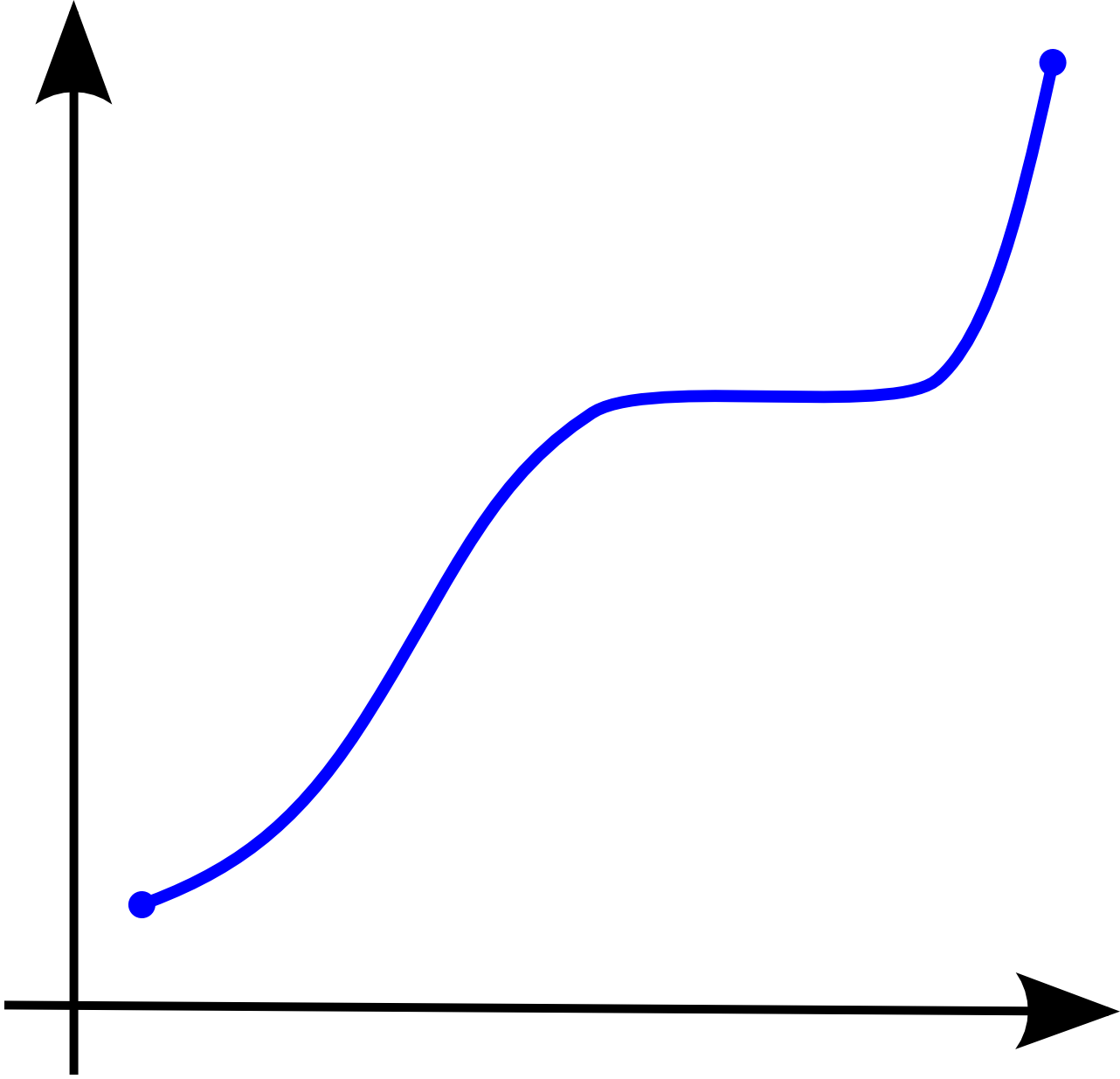
Приклад неспадної функції

(Строго) зростаюча чи спадна функція називається (строго) монотонною.
Іноді зростаючі функції називаються неспадними, а спадні функції незростаючими. Строго зростаючі функції тоді називають просто зростаючими, а строго спадні просто спадними.
Тому, для уникнення неоднозначності, терміни «зростаюча» та «спадна» функція або уточнюються у статті чи книзі, або не вживаються.

## Монотонність в теорії порядку
Теорія порядку має справу із довільними частково впорядкованими множинами і передпорядками як узагальненням дійсних чисел. Наведене вище означення монотонності доречне і в цьому випадку. Однак, термінологія різниться, бо звичне графічне представлення не застосовне для нелінійних порядків.
Позначаючи відношення часткового порядку для будь-якої частково впорядкованої множини через ≤, монотонну функцію також називають ізотонною або порядкозберігальною. Це відношення задовольняє
x ≤ y тягне за собою f(x) ≤ f(y),
для всіх x і y з її області визначення. Композиція двох монотонних відображень також монотонне відображення.
Двоїсте поняття часто називають антитонністю, анти-монотонністю або порядкообертальною. Отже, для антитонності функція f задовольняє
x ≤ y тягне за собою f(y) ≤ f(x),
для всіх x і y з її області визначення.
Константна функція одночасно монотонна і антитонна.